# تلخاب ولد
تلخاب ولد، روستایی از توابع بخش ماهورمیلانی شهرستان ممسنی در استان فارس ایران است.

## جمعیت
این روستا در دهستان میشان قرار دارد و براساس سرشماری مرکز آمار ایران در سال ۱۳۸۵، جمعیت آن ۴۰ نفر (۹خانوار) بوده‌است.